# Tricyclea major
Tricyclea major är en tvåvingeart som beskrevs av Charles Howard Curran 1931. Tricyclea major ingår i släktet Tricyclea och familjen spyflugor.
Artens utbredningsområde är Liberia. Inga underarter finns listade i Catalogue of Life.